# Chitray
Chitray è un comune francese di 170 abitanti situato nel dipartimento dell'Indre nella regione del Centro-Valle della Loira.

## Geografia fisica
Il comune è situato all'interno del parc naturel régional de la Brenne.
I comuni limitrofi sono: Rivarennes (2 km), Saint-Gaultier (5 km), Oulches (6 km), Nuret-le-Ferron (8 km), Ciron (9 km), Migné (10 km), Le Blanc (23 km), Châteauroux (32 km), La Châtre (48 km) e Issoudun (59 km).

## Toponomastica
I suoi abitanti sono chiamati Chitrayiens..

## Società

### Evoluzione demografica
Abitanti censiti